# Muhlenbergia palmirensis
Muhlenbergia palmirensis là một loài cỏ thuộc họ Poaceae.
Loài này chỉ có ở Ecuador.